# Česlovas Kazimieras Blažys
Česlovas Kazimieras Blažys (* 18. August 1943 in Kybartai, Rajongemeinde Vilkaviškis) ist ein litauischer Polizeibeamter und Politiker. 1999/2000 war er Innenminister Litauens.

## Leben
Von 1965 bis 1970 absolvierte Česlovas Kazimieras Blažys das Diplomstudium an der Juristischen Fakultät der Universität Vilnius und von 1977 bis 1980 an der Akademie des Ministeriums für Innere Angelegenheiten der UdSSR. 1967 trat er in die Miliz ein. Bis 1977 arbeitete er als Inspektor und Oberinspektor, von 1981 bis 1989 war er Leiter der Abteilung für innere Angelegenheiten in Vilnius.
Nach der Wiedergewinnung der litauischen Unabhängigkeit war Blažys von 1990 bis 1991 Abteilungsleiter der Lietuvos policijos akademija, ab 1991 Ober-Polizeikommissar am Polizeidepartement am Innenministerium Litauens, von 1993 bis 1995 Direktor der Einwanderungsbehörde der Republik Litauen. Von 1995 bis 1997 arbeitete Blažys als Geschäftsführer des Inkassounternehmens „Gelvora“. Von 1997 bis 1999 leitete er die Polizei Vilnius.
Vom 1. Juni 1999 bis zum 30. Oktober 2000 war Blažys litauischer Innenminister.